# بني جلا (اسطيحة)
بني جلا هي إحدى مشيخات المملكة المغربية، تتبع جغرافيا لإقليم شفشاون وإداريًا لاسطيحة. يقدر عدد سكانها بـ 2630 نسمة حسب الإحصاء الرسمي للسكان والسكنى لسنة 2004.